# Forchheim (Kaiserstuhl)

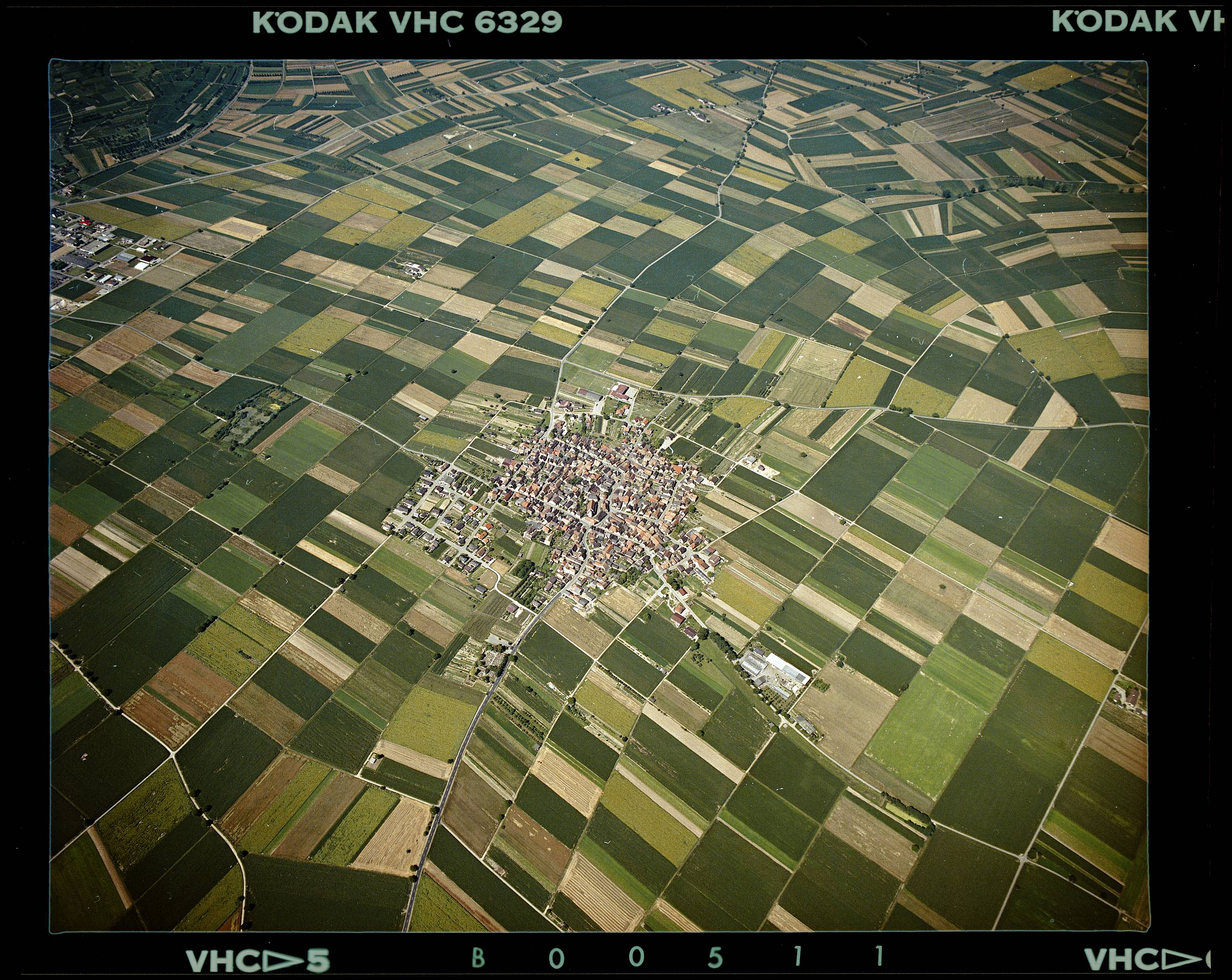
Luftbild von Forchheim (1988)

Forchheim (alemannisch Forcha) ist eine Gemeinde im Landkreis Emmendingen in Baden-Württemberg.

## Geographie
Die Gemeinde Forchheim in der Oberrheinebene am Nordrand des Kaiserstuhls ist die kleinste Gemeinde des Landkreises Emmendingen. Nachbargemeinden sind (von Norden im Uhrzeigersinn): Kenzingen, Riegel am Kaiserstuhl, Endingen am Kaiserstuhl, Wyhl am Kaiserstuhl und Weisweil. Nach Endingen im Süden sind es 3 km, die Kreisstadt Emmendingen liegt 13 km südöstlich und die Entfernung nach Freiburg im Breisgau beträgt etwa 26 km.

## Geschichte
Die erste urkundliche Erwähnung Forchheims stammt aus dem Jahr 762, als Bischof Eddo von Straßburg den Ort dem Kloster Ettenheimmünster vermachte. Der Name Forchheim kommt vom althochdeutschen forcha und bedeutet Föhre. Die Endung -heim ist typisch für Siedlungen aus der fränkischen Zeit. Die Grundherrschaft blieb noch mehrere hundert Jahre beim Kloster Ettenheimmünster, die Ortsherrschaft übten die jeweiligen Gaugrafen im Breisgau aus. Zunächst die Zähringer, später die Grafen von Freiburg und die Pfalzgrafen von Tübingen mit denen die Landeshoheit im 15. Jahrhundert an Vorderösterreich fiel. Im Jahr 1803 wurde Forchheim badisch.
1843 wanderten 358 Bürger, großenteils Handwerker mit ihren Familien, aus der Gegend des Kaiserstuhls aufgrund von Missernten, Armut und Arbeitslosigkeit über Le Havre nach Venezuela aus. Sie stammten vornehmlich aus Endingen am Kaiserstuhl, Wyhl und Oberbergen, aber auch aus Forchheim waren 31 namentlich bekannte Personen dabei. Sie fanden nach einigen Wirren in der Colonia Tovar eine neue Heimat, wo sie die heimische Kultur und den alemannischen Dialekt bis heute bewahren konnten.
1952 kam Forchheim als badische Gemeinde zum neugebildeten Land Baden-Württemberg. Da Forchheim vor der Gebietsreform in Baden-Württemberg in den 1970er Jahren seine Verwaltung freiwillig neu ordnete und sich mit Endingen am Kaiserstuhl zu einer Verwaltungsgemeinschaft verband, konnte der Ort seine politische Selbständigkeit erhalten. Aus der Zusammenarbeit mit Endingen am Kaiserstuhl ging schließlich der Gemeindeverwaltungsverband Nördlicher Kaiserstuhl hervor, dem zusätzlich die Gemeinden Bahlingen am Kaiserstuhl, Riegel am Kaiserstuhl, Sasbach am Kaiserstuhl und Wyhl am Kaiserstuhl angehören.

## Politik

### Gemeinderat
Der Gemeinderat besteht aus den gewählten ehrenamtlichen Gemeinderäten und dem Bürgermeister als Vorsitzendem. Der Bürgermeister ist im Gemeinderat stimmberechtigt. 
Die Kommunalwahl am 9. Juni 2024 in Forchheim führte zu folgendem amtlichen Endergebnis. 
| Liste              | 2024          | 2024   | 2019          | 2019   |
| Liste              | Stimmenanteil | Sitze  | Stimmenanteil | Sitze  |
| ------------------ | ------------- | ------ | ------------- | ------ |
| Freie Wählergruppe | 88,4 %        | 6      | 47,1 %        | 4      |
| Neue Liste         | 11,6 %        | 1      | 52,9 %        | 4      |
| Wahlbeteiligung    | 68,3 %        | 68,3 % | 66,6 %        | 66,6 % |

### Bürgermeister
In Forchheim am Kaiserstuhl wurde am 27. September 2020, ein neuer Bürgermeister gewählt. Christian Pickhardt (parteilos) wurde mit einer Mehrheit von 71,0 Prozent der gültigen Stimmen für seine erste Amtszeit von acht Jahren gewählt. Gegenkandidat Rainer Ordegel (parteilos) erhielt 28,2 Prozent.

## Wirtschaft und Infrastruktur

### Ansässige Unternehmen
Bis auf wenige Kleinbetriebe gibt es in Forchheim wenig Gewerbe oder Industrie. Ein Großteil der Bevölkerung der kleinsten Gemeinde des Landkreises Emmendingen ist im landwirtschaftlichen Bereich tätig. Der Schwerpunkt liegt dabei im Kartoffelanbau, für welchen Forchheim auch über die Grenzen des Landkreises hinaus bekannt ist. Die Kartoffelanbaufläche beträgt 120 ha (Landkreis Emmendingen: 248 ha), die von 25 landwirtschaftlichen Vollbetrieben und einigen Nebenerwerbs-Landwirten bewirtschaftet wird. Viele Bauern vermarkten ihre Erzeugnisse teilweise selbst auf Märkten im Landkreis Emmendingen und in Freiburg.
Auf dem Gelände der Gemeinde befindet sich die Kläranlage des Abwasserzweckverbandes „Breisgauer Bucht“, die das Abwasser von Freiburg und 28 Städten und Gemeinden der Landkreise Breisgau-Hochschwarzwald und Emmendingen reinigt und über Vorfluter dem Rhein zuführt.

### Bildung
Der Schulbesuch ist in Forchheim nicht möglich, die Kinder gehen in Endingen am Kaiserstuhl zur Schule, wenn sie nicht das Gymnasium in Kenzingen besuchen. Es gibt jedoch einen Kindergarten im Ort.

### Vereine
Die Gemeinde Forchheim hat eine Vielzahl von Vereinen. Zu den größten zählen der Musikverein, der im Jahr 2013 sein 100-jähriges Bestehen feierte, und der Sportverein mit den Abteilungen Fußball und Turnen.

### Museen
Die Gemeinde Forchheim hat ein Heimatmuseum. Zu sehen sind hauptsächlich Exponate aus den Bereichen Landwirtschaft und Dorfgeschichte.

### Regelmäßige Veranstaltungen
Alljährlich findet am zweiten Augustwochenende in Forchheim das „Härdepfel-Dorffest“ statt. Dabei präsentiert die kleine Gemeinde, die in der Region als Kartoffel-Hochburg bekannt ist, vor allem Kartoffelspezialitäten (Härdepfel ist alemannisch und bedeutet wörtlich ,Erdapfel‘, also ‚Kartoffel‘).
Anfang November veranstaltet die Landjugend einen Theaterabend in der Mehrzweckhalle.
Am Fastnachtsdienstag findet der Große Fasnachtsumzug statt.

### Kulinarische Spezialitäten
Forchheim ist vor allem durch den Kartoffelanbau und seine hierbei erzeugten „tollen Knollen“ bekannt, die neben der noch häufigen Direktvermarktung in der Region vor allem auf Festen und in den wenigen Wirtshäusern des Dorfes in den verschiedensten Variationen angeboten werden.

Kirche St. Johannes Baptista in Forchheim
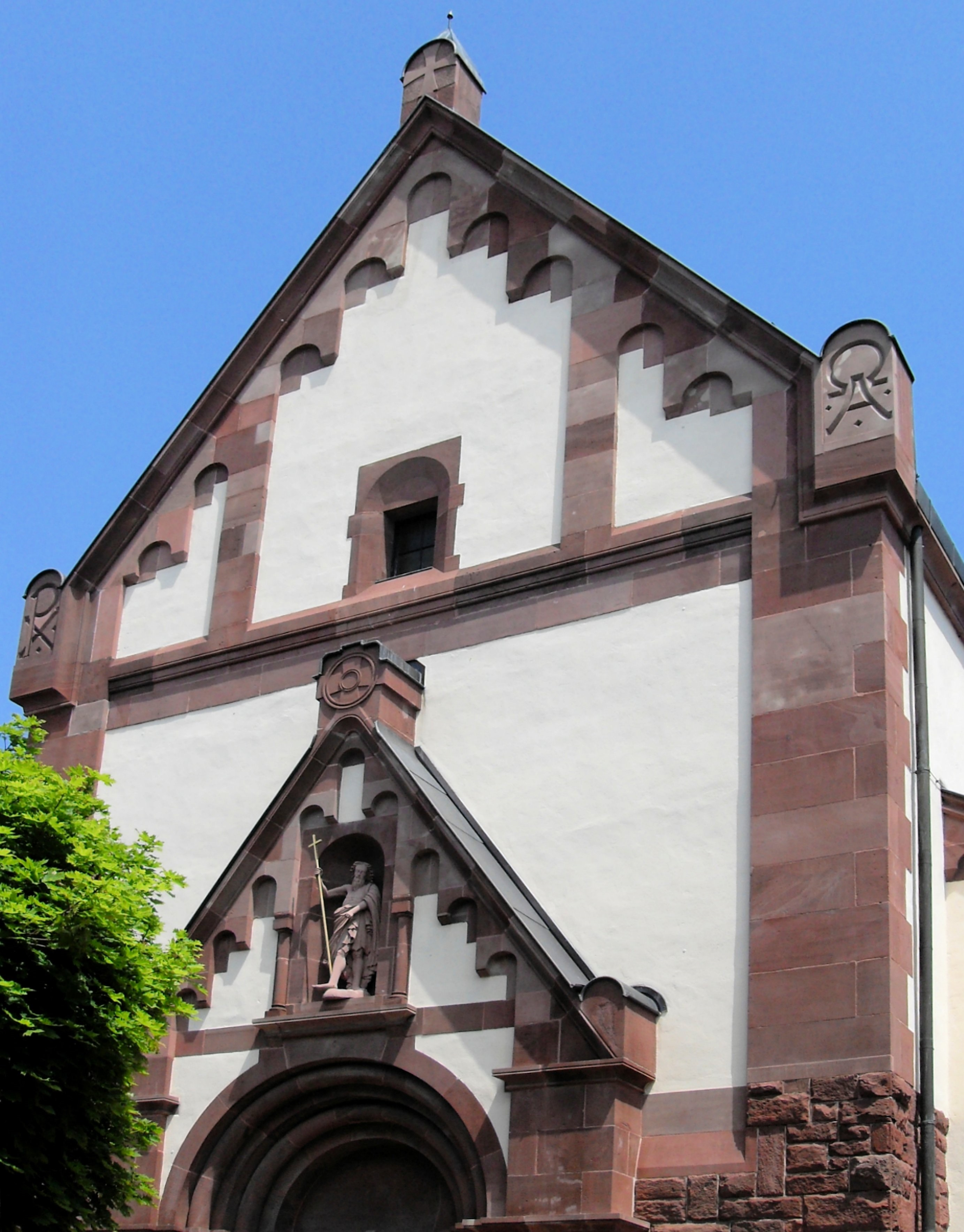
Nordseite
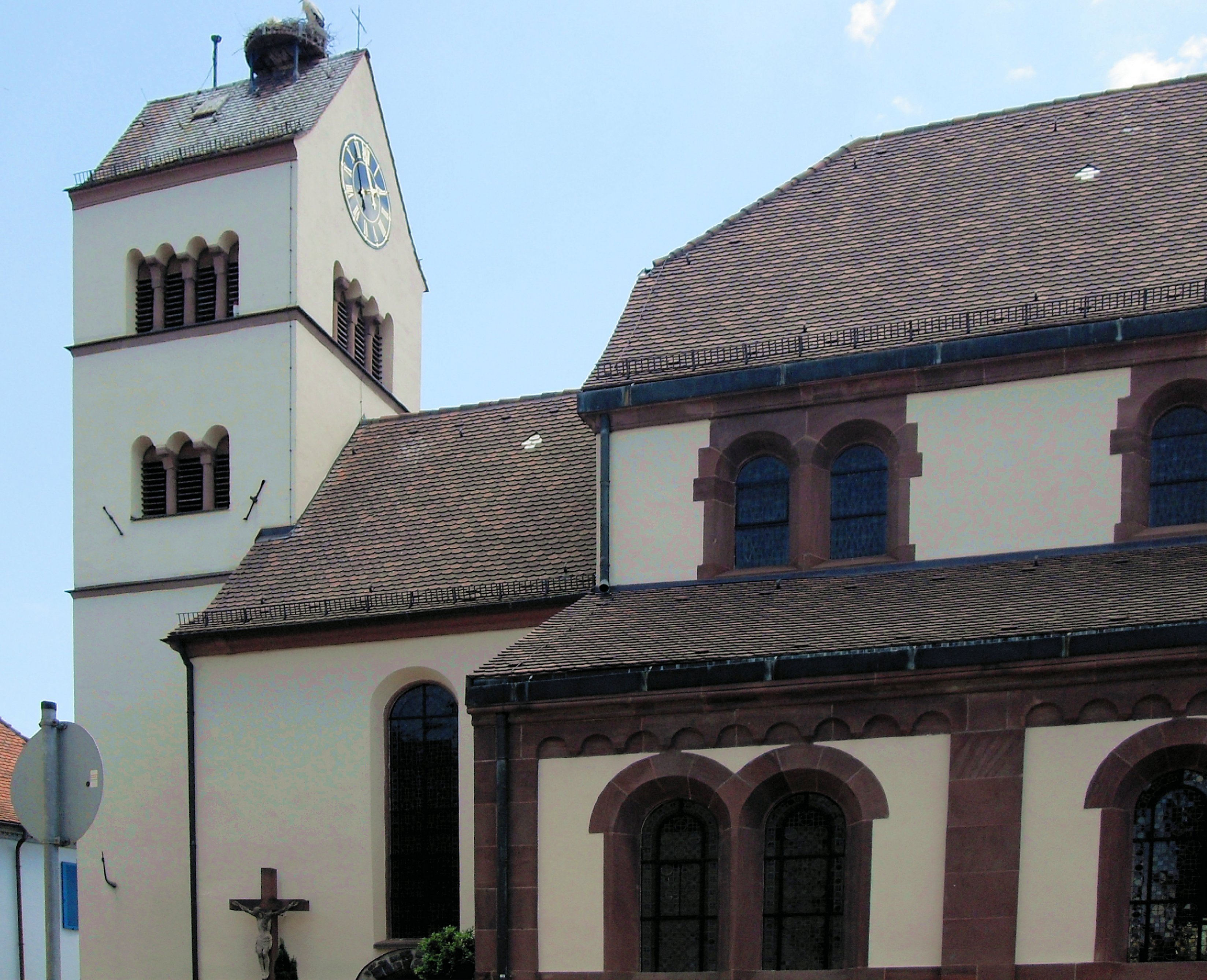
Westfront
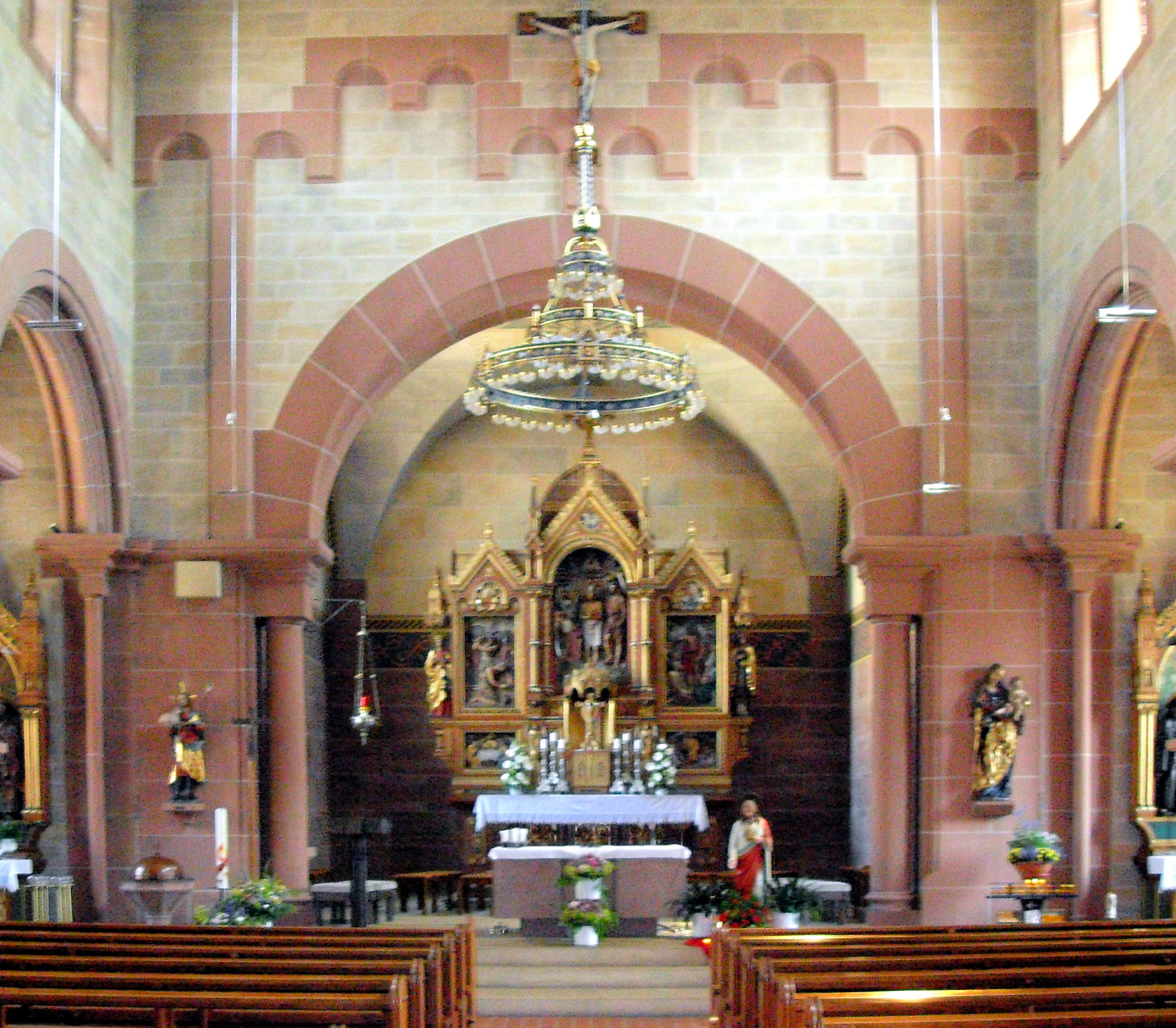
Innenansicht mit dem Hochaltar der Gebrüder Moroder aus dem Jahr 1909 (Die 1907 errichteten Seitenaltäre stammen aus derselben Werkstätte)
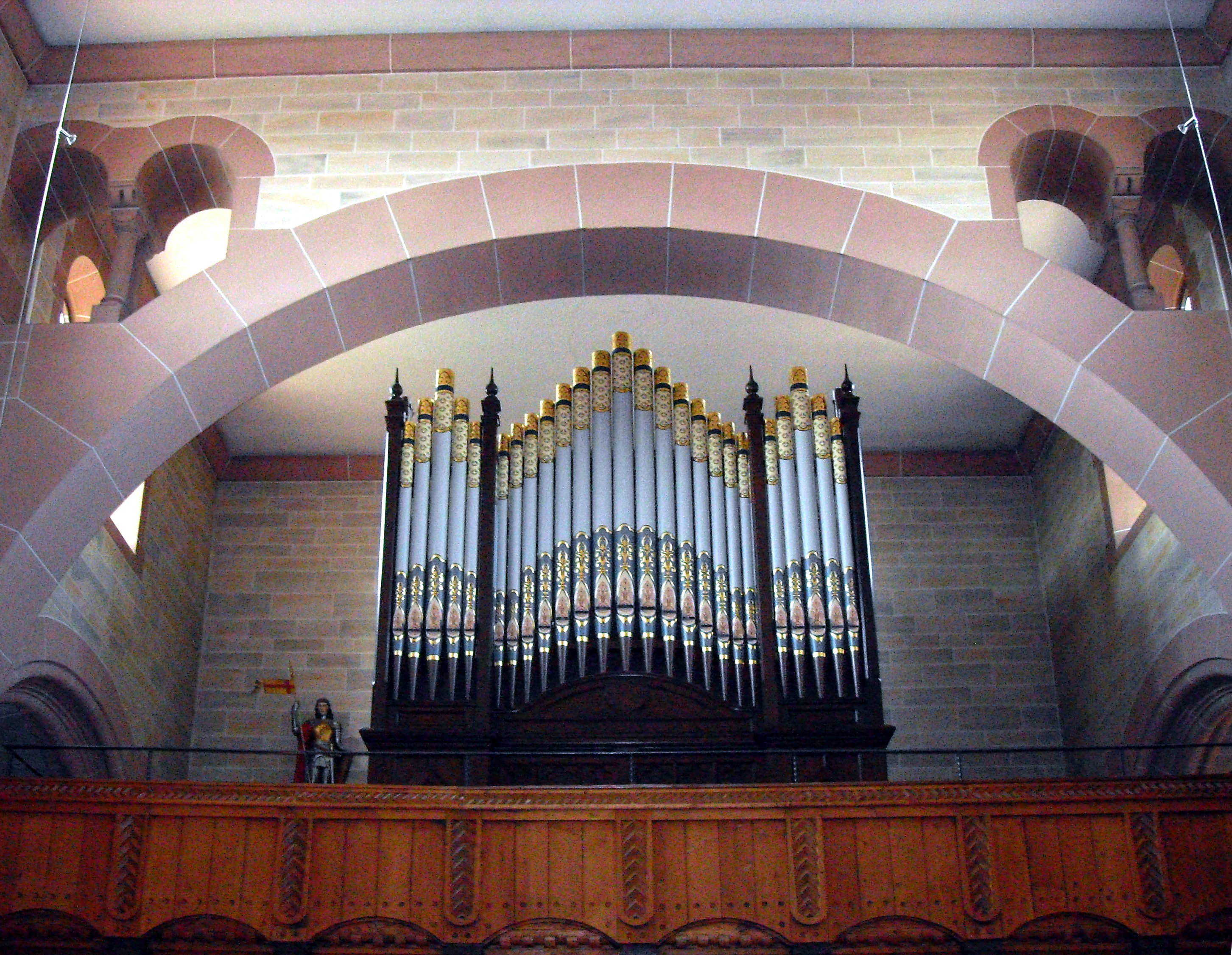
Orgel

## Sonstiges
Der örtliche Dialekt gehört dem Oberrheinalemannischen an.
In Forchheim ist die Band Patty Moon zu Hause.
Bei der Fastnacht in Forchheim (Forchemer Fasnet) spielt die Fasnetsfigur Forchemer Schell-Mi eine besondere Rolle.

Die Forchemer Schell-Mi wurden im Jahre 1995 von den Mitgliedern des „Forchemer Fasnets Kom mit he (FFK) e. V.“ gegründet. Forchheim ist für seine „Tolle Knolle“ allseits bekannt. Aus dieser Tatsache heraus ist die fröhliche Narrenfigur Schell-Mi mit seinem lachenden Kartoffelgesicht, Knollennase und Kiemen entstanden. Nach seiner „Taufe“ konnte der Verein innerhalb kürzester Zeit über 100 aktive Schell-Mi vermelden, mittlerweile sind es ca. 140 Hästräger. Das FFK und die Forchemer Schell-Mi organisieren die Forchemer Fasnet. Jährliche Veranstaltungen sind: Kinderfasnet, Zunftabend mit befreundeten Zünften, original Hallenfasnet, Hemdglunker-Umzug am Donnerstag (Schmudziga Dundschig), Schell-Mi Umzug am Fasnacht Freitag, Großer Umzug am Fasnacht Dienstag (Fasnets Zischdig).

## Persönlichkeiten
- Waldemar Frank (1903–1961), geboren in Forchheim als Waldemar Rosenbaum; deutscher Bühnenschriftsteller und Filmproduzent.